# Margaret Beachamová
Margaret Beachamová (* 28. září 1946) je bývalá britská atletka, běžkyně, která se věnovala středním tratím.

## Sportovní kariéra
Na přelomu 60. a 70. let 20. století patřila k evropské mílařské špičce. Jejím největším úspěchem je titul halové mistryně Evropy v běhu na 1500 metrů z roku 1971.